# Mendalan
Mendalan is een bestuurslaag in het regentschap Pasuruan van de provincie Oost-Java, Indonesië. Mendalan telt 3152 inwoners (volkstelling 2010).